# كين يوربان
كين يوربان (بالإنجليزية: Ken Urban)‏ هو كاتب مسرحي ومخرج أمريكي، ولد في 1974 في نيوجيرسي في الولايات المتحدة.

## وصلات خارجية
- الموقع الرسمي